# Clavatula mystica
Clavatula mystica é uma espécie de gastrópode do gênero Clavatula, pertencente a família Clavatulidae.